# Long Term Effects of Suffering
Long Term Effects of Suffering è il secondo album in studio del duo hip hop statunitense Suicideboys, pubblicato il 13 agosto 2021 da G*59.

## Tracce
Testi e musiche di Aristos Petrou e Scott Arceneaux Jr.
1. Degeneration in the Key of A Minor – 2:08
2. If Self-Destruction Was an Olympic Event, I'd Be Tonya Harding – 2:22
3. Life Is But a Stream~ – 2:02
4. 5 Grand at 8 to 1 – 2:49
5. WE ENVY NOTHING IN THE WORLD. – 2:51
6. Lighting the Flames of My Own Personal Hell – 1:50
7. NEW PROFILE PIC – 2:07
8. Bleach – 2:40
9. Forget It – 3:18
10. Avalon – 2:20
11. Materialism as a Means to an End – 2:46
12. Ugliest – 2:58
13. The Number You Have Dialed Is Not in Service – 2:45